# Daniele Silvestri
Daniele Silvestri (né le 18 août 1968 à Rome) est un auteur-compositeur-interprète italien.
Lors du festival de Sanremo, il remporte à deux reprises le prix de la Critique du festival de Sanremo Mia-Martini.